# میندرت دویونگ
میندرت دویونگ (۴ مارس ۱۹۰۶ - درگذشته ۱۶ ژوئیه ۱۹۹۱) (به هلندی: Meindert De Jong) نویسنده آمریکایی کودک و نوجوان هلندی الاصل بود. او در سال ۱۹۶۲ برندهٔ جایزه هانس کریستیان آندرسن شد.

## زندگی
دویونگ در روستای ویرام در ایالت فریسلاند، هلند به دنیا آمد. در سال ۱۹۱۴ خانواده به ایالات متحده آمریکا مهاجرت کرد. میندرت در مدرسه راهنمایی کالونیست هلند و کالج کالوین در گرندرپیدز، میشیگان شرکت کرد؛ و وارد دانشگاه شیکاگو شد اما بدون مدرک دانشگاه را ترک کرد.
در دوران رکود بزرگ شغلهای مختلفی داشت و با پیشنهاد یک کتابدار محلی شروع به نگارش کتابهای کودکان کرد. اولین کتابش «غاز بزرگ و اردک سفید کوچک» در سال ۱۹۳۸ منتشر شد. او قبل از پیوستن به تفنگداران هوایی ارتش ایالات متحده آمریکا در طی جنگ جهانی دوم و خدمت در چین چندین کتاب دیگر هم نوشت.
بعد از جنگ کار نوشتن را از سر گرفت و چندین سال ساکن مکزیک بود. برای مدتی به میشیگان بازگشت. بعد از اقامت در کارولینای شمالی، سال‌های آخر عمرش به میشیگان بازگشت.
موریس سنداک تصویرگری شش جلد از کتابهای او را برعهده داشته‌است.

## جوایز
در سال ۱۹۶۲ دو یونگ جایزه بین‌المللی دو سالانه هانس کریستیان آندرسون برای نوشتن کتابهای کوک دریافت کرد. او اولین آمریکایی برندهٔ این جایزه بود، که بزرگترین افتخار برای یک نویسنده ادبیات کودک (بعدها جایزه تصویرگری کتاب کودک هم به آن اضافه شد) بود و موجب شهرت بین‌المللی می‌شد.
او همچنین چندین بار به خاطر کارهای خاصی جایزه گرفت:
- شادرا و کندی، عجله کن برو خانه هر دو در سال ۱۹۵۴ دومین انتخاب برای کسب مدال نیوبری بودند.[۴]
- چرخ در پشت‌بام مدرسه (که در ایران با نام لک لک‌ها بر بام شناخته می‌شود) سال ۱۹۵۵ برنده مدال نیوبری؛[۴] و در دومین سالگرد آن در سال ۱۹۵۷ برنده جایزه ادبیات نسل جوان آلمان شد.[۵] (ترجمه آلمانی آن Das Rad auf der Schule تصویر گری جدیدی توسط ماریان ریشتر داشت) و در سال ۱۹۶۳ در لیست جایزه همردیف کارل لوئیس قرار گرفت.[۶]
- خانه شصت پدر در سال ۱۹۵۶ برنده جایزه جوزت فرانک (که بعدها به جایزه کتابهای کودک از مؤسسه مطالعات کودک تغییر نام داد) شد. در سال ۱۹۵۷ دومین انتخاب برای کسب مدال نیوبری بود.[۴]
- یک سگ همراه در سال ۱۹۵۹ دومین انتخاب برای کسب مدال نیوبری بود.
- مسافرت از خیابان پپرمینت جایزه افتتاحی کتاب ملی در حوزه ادبیات کودک را در سال ۱۹۶۹ برد.[۷]